# Mahnmal zum „Entjudungsinstitut“

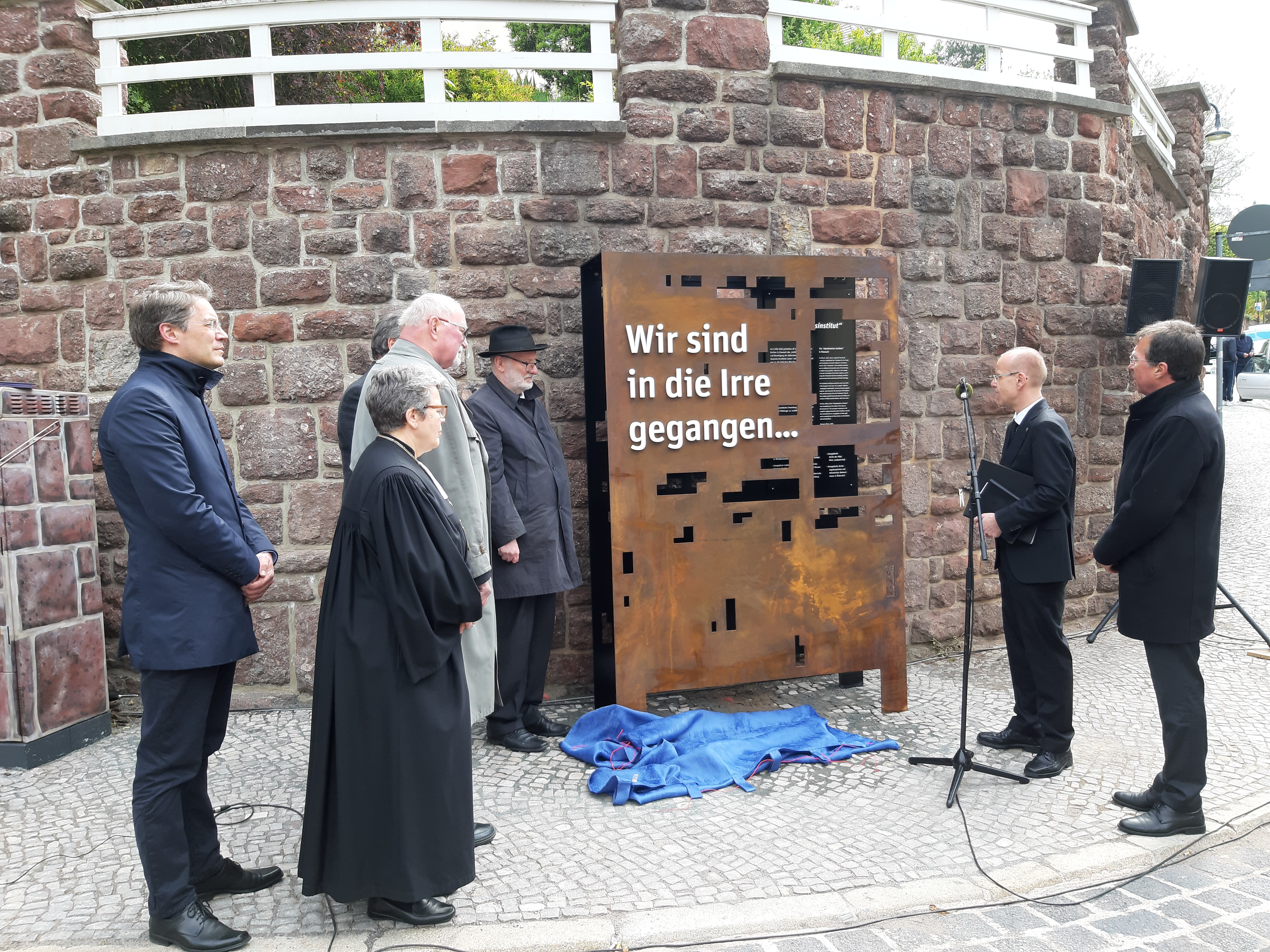
Gedenkakt zur Enthüllung des Mahnmals zum „Entjudungsinstitut“ am 6. Mai 2019

Das Mahnmal zum „Entjudungsinstitut“ ist eine Gedenkinstallation in Eisenach in Thüringen, die im Auftrag von acht evangelischen Landeskirchen in Eisenach errichtet wurde. Das Mahnmal erinnert an die Verantwortung evangelischer Landeskirchen für das von ihnen gegründete antisemitische Institut zur Erforschung und Beseitigung des jüdischen Einflusses auf das deutsche kirchliche Leben, das in der Zeit des Nationalsozialismus zwischen 1939 und 1945 tätig war. Die Gedenkinstallation gilt als Schuldbekenntnis der evangelischen Kirchen und als Erinnerung an die Opfer von kirchlichem Antijudaismus und Antisemitismus. Ihre Enthüllung fand am 6. Mai 2019, 80 Jahre nach Gründung des „Entjudungsinstituts“, statt.

## Hintergrund
Am 6. Mai 1939 gründeten elf evangelische Landeskirchen in Eisenach das Institut zur Erforschung und Beseitigung des jüdischen Einflusses auf das deutsche kirchliche Leben, kurz „Entjudungsinstitut“ genannt. Dessen Aufgabe sollte es sein, die jüdischen Wurzeln des Christentums zu tilgen, alle positiven Hinweise auf das Volk Israel und das Judentum aus der Heiligen Schrift zu entfernen sowie Lehre und gottesdienstliche Praxis der evangelischen Kirche an die nationalsozialistische Ideologie anzupassen. Das Institut wurde Ende Juli 1945 aufgelöst.

## Entstehung
Seit Anfang der 1990er Jahre gab es Bestrebungen, an das Wirken und die Auswirkungen des „Entjudungsinstituts“ auch öffentlich sichtbar in Eisenach zu erinnern. Anläufe, eine Gedenktafel am Gebäude der ehemaligen Geschäftsstelle des Instituts in der Bornstraße 11, dem ehemaligen Predigerseminar der thüringischen Kirche, zu installieren, kamen nicht über die Planungsphase hinaus.
Im Vorfeld der Ausstellungsvorbereitungen für die Sonderausstellung „Erforschung und Beseitigung. Das kirchliche ‚Entjudungsinstitut‘ 1939–1945“ regte der wissenschaftliche Leiter und Kurator der Stiftung Lutherhaus Eisenach, Jochen Birkenmeier, am 27. März 2018 in einem Schreiben an den Superintendenten des Kirchenkreises Eisenach-Gerstungen, Ralf-Peter Fuchs, und die Eisenacher Oberbürgermeisterin Katja Wolf an, einen erneuten Anlauf zur Anbringung einer Gedenktafel oder -stele zu unternehmen. Der Vorschlag stieß bei den Angeschriebenen auf Unterstützung; Fuchs empfahl jedoch, das Gedenken auf landeskirchlicher Ebene zu organisieren. Birkenmeier wandte sich deshalb am 16. April 2018 an die Landesbischöfin der Evangelischen Kirche in Mitteldeutschland (EKM), Ilse Junkermann, die die Initiative unterstützte und bei den Nachfolgern der an der Gründung des „Entjudungsinstituts“ beteiligten Landeskirchen die Bereitschaft zur Mitwirkung erfragte.
Am 18. Juni 2018 fand eine gemeinsame Begehung von Vertretern der Stiftung Lutherhaus Eisenach, der Eisenacher Stadtverwaltung und des Kirchenkreises Eisenach-Gerstungen statt. Dabei wurde der Standort am Beginn der Bornstraße nach gemeinsamer Beratung für besonders geeignet befunden. Die Lage an einer Weggabelung bot zudem die Möglichkeit, die Formulierung „Wir sind in die Irre gegangen“ aus dem „Darmstädter Wort“ zu einem Bestandteil der Mahnmalgestaltung zu machen.
Das Projekt konnte nach langwierigen Abstimmungsprozessen schließlich in Zusammenarbeit zwischen EKM und Stiftung Lutherhaus Eisenach termingerecht umgesetzt werden. Die Projektleitung für das Mahnmal übernahm Jochen Birkenmeier; die Koordination mit den Landeskirchen lag in der Hand von Landesbischöfin Ilse Junkermann. Die Stadtverwaltung Eisenach unterstützte das Projekt durch Beratung beim Bau- und Genehmigungsprozess. Am 6. Mai 2019 wurde das Mahnmal von sechs Vertretern evangelischer Landeskirchen feierlich enthüllt.

## Träger
Auftraggeber des Mahnmals waren die Rechtsnachfolger der 1939 an der Gründung des „Entjudungsinstituts“ beteiligten Landeskirchen: Evangelische Kirche in Mitteldeutschland, Evangelisch-Lutherische Kirche in Norddeutschland, Evangelisch-Lutherische Landeskirche Sachsens, Evangelische Landeskirche Anhalts, Evangelische Kirche in Hessen und Nassau, Evangelisch-Lutherische Kirche in Oldenburg, Evangelische Kirche der Pfalz (Protestantische Landeskirche) sowie Evangelische Kirche Augsburgischen und Helvetischen Bekenntnisses in Österreich. Die Union Evangelischer Kirchen ist durch einzelne Gliedkirchen vertreten.

## Standort

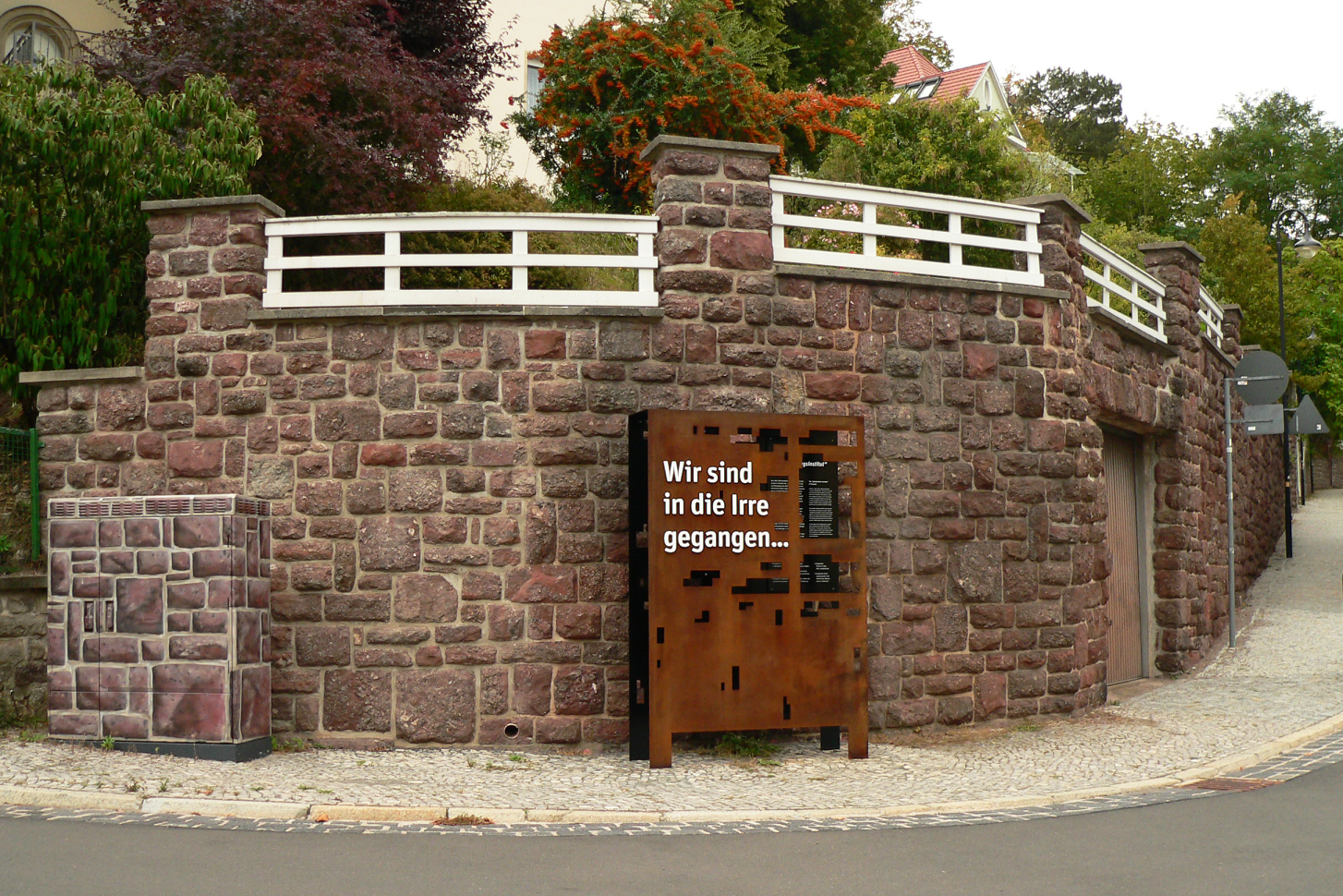
Aufstellungssituation des Mahnmals

Das Mahnmal befindet sich in Eisenach, am Beginn der Bornstraße (Ecke Johann-Sebastian-Bach-Straße/Am Ofenstein), ca. 240 Meter vom ehemaligen ersten Sitz der Geschäftsstelle des „Entjudungsinstituts“ in der Bornstraße 11 entfernt. Der Standort wurde gewählt, weil er besser sichtbar und von der Innenstadt aus leichter zu erreichen ist als das an einem steilen Anstieg gelegene Gebäude selbst. Auch die baulichen Bedingungen am gewählten Standort waren für die Aufstellung eines Mahnmals erheblich günstiger.

## Gestaltung
Das ca. 200 × 148 × 42 cm große Mahnmal wurde von Marc Pethran vom Leipziger Gestaltungsbüro KOCMOC.NET nach inhaltlichen Anregungen der Stiftung Lutherhaus Eisenach in Verbindung mit der EKM und ihrem Beirat für das christlich-jüdische Gespräch entworfen; ausgeführt wurde es von der Fa. Obornik Werbetechnik KG aus Hildesheim. Der Korpus des Mahnmals besteht aus Cortenstahlplatten, aus denen einzelne Segmente ausgeschnitten sind. Dies ist u. a. als Hinweis auf die textliche ‚Entjudung‘ des Neuen Testaments und des evangelischen Gesangbuchs sowie die Zerstörung der gemeinsamen jüdisch-christlichen Glaubensgrundlagen durch das „Entjudungsinstitut“ zu verstehen.

## Inschriften
Das Mahnmal trägt auf der Außenseite die deutsche Inschrift „Wir sind in die Irre gegangen …“, ein Zitat aus dem Darmstädter Wort, einem Schuldbekenntnis evangelischer Christen aus dem Jahr 1947. Auf der Innenseite befindet sich eine Tafel mit einer erläuternden Inschrift in deutscher und englischer Sprache. Der Text folgt einem Entwurf von Jochen Birkenmeier und wurde von Landesbischöfin Ilse Junkermann geringfügig ergänzt. Der deutsche Text lautet:

„Das ‚Entjudungsinstitut‘ in Eisenach

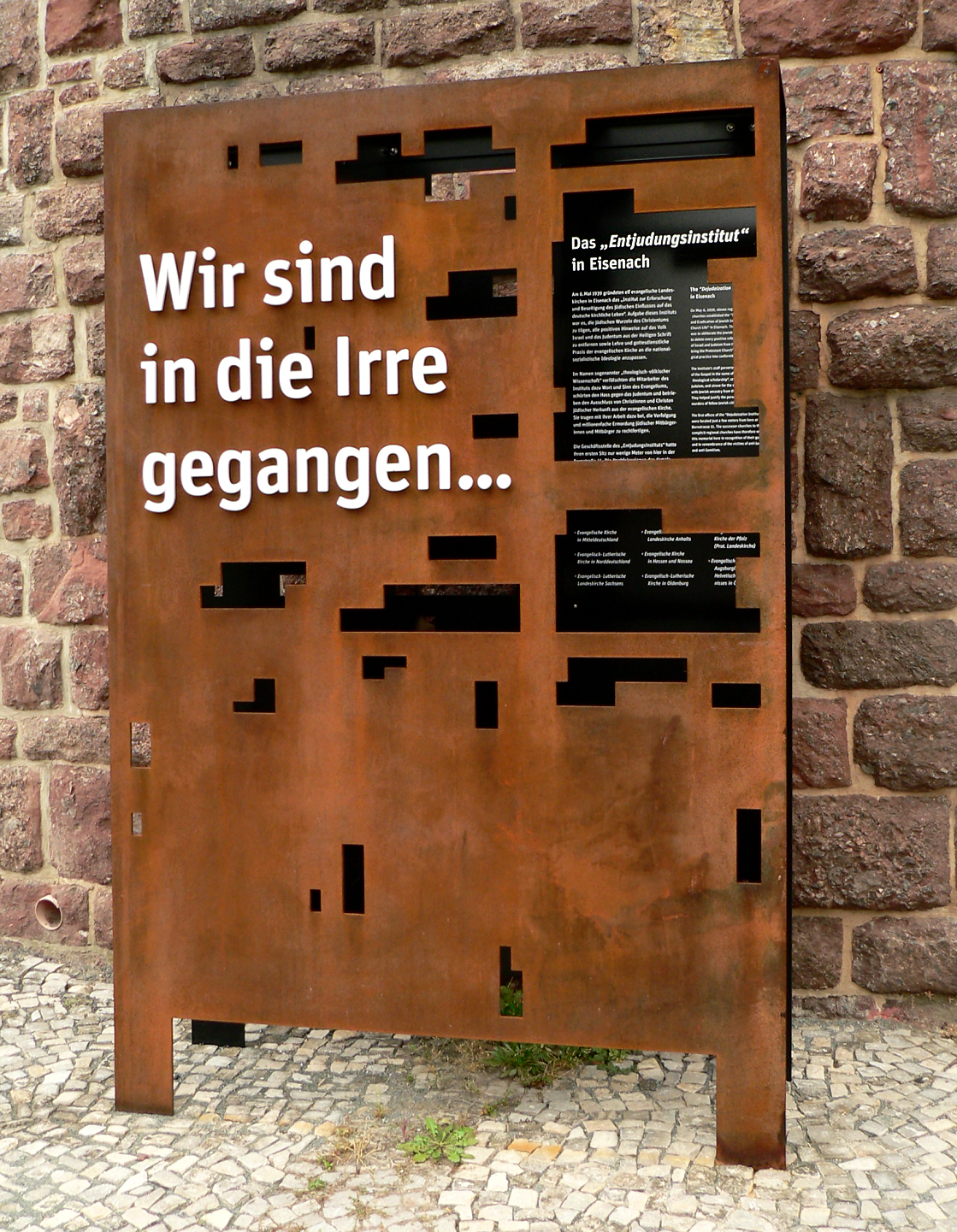
Detailansicht

Am 6. Mai 1939 gründeten elf evangelische Landeskirchen in Eisenach das ‚Institut zur Erforschung und Beseitigung des jüdischen Einflusses auf das deutsche kirchliche Leben‘. Aufgabe dieses Instituts war es, die jüdischen Wurzeln des Christentums zu tilgen, alle positiven Hinweise auf das Volk Israel und das Judentum aus der Heiligen Schrift zu entfernen sowie Lehre und gottesdienstliche Praxis der evangelischen Kirche an die nationalsozialistische Ideologie anzupassen.

Im Namen sogenannter theologisch-völkischer ‚Wissenschaft‘ verfälschten die Mitarbeiter des Instituts dazu Wort und Sinn des Evangeliums, schürten den Hass gegen das Judentum und betrieben den Ausschluss von Christinnen und Christen jüdischer Herkunft aus der evangelischen Kirche. Sie trugen mit ihrer Arbeit dazu bei, die Verfolgung und millionenfache Ermordung jüdischer Mitbürgerinnen und Mitbürger zu rechtfertigen.

Die Geschäftsstelle des ‚Entjudungsinstituts‘ hatte ihren ersten Sitz nur wenige Meter von hier in der Bornstraße 11. Die Nachfolgerinnen der damals beteiligten Landeskirchen haben deshalb dieses Mahnmal hier errichten lassen als Bekenntnis ihrer Schuld und zur Erinnerung an die Opfer von Antijudaismus und Antisemitismus.

Eisenach, den 6. Mai 2019
Evangelische Kirche in Mitteldeutschland, Evangelisch-Lutherische Kirche in Norddeutschland, Evangelisch-Lutherische Landeskirche Sachsens, Evangelische Landeskirche Anhalts, Evangelische Kirche in Hessen und Nassau, Evangelisch-Lutherische Kirche in Oldenburg, Evangelische Kirche der Pfalz (Protestantische Landeskirche), Evangelische Kirche Augsburgischen und Helvetischen Bekenntnisses in Österreich“